# Liste des présidents de la Finlande
Cet article dresse la liste des présidents de la république de Finlande depuis la création de la fonction en 1919.

## Liste des titulaires
| No | Portrait                    | Titulaire (naissance-mort)              | Élection            | Mandat           | Mandat                      | Mandat                      | Parti politique | Parti politique | Notes |
| No | Portrait                    | Titulaire (naissance-mort)              | Élection            | Début            | Fin                         | Durée                       | Parti politique | Parti politique | Notes |
| --- | --------------------------- | --------------------------------------- | ------------------- | ---------------- | --------------------------- | --------------------------- | --------------- | --------------- | --- |
| 1 | Kaarlo Juho Ståhlberg       | Kaarlo Juho Ståhlberg (1865-1952)       | 1919                | 27 juillet 1919  | 2 mars 1925                 | 5 ans, 7 mois et 3 jours    |                 | KE              | Il est élu président par le Parlement le 27 juillet 1919. En 1925, il ne cherche pas à se faire réélire à l'issue de son mandat, pensant notamment que la droite dure monarchiste acceptera plus facilement la République s'il se retire. |
| 2 | Lauri Kristian Relander     | Lauri Kristian Relander (1883-1942)     | 1925                | 2 mars 1925      | 2 mars 1931                 | 6 ans                       |                 | Parti agraire   | Jeune et pétri d'idéaux mais inexpérimenté, il ne parvient pas à s'imposer. À l'issue de son mandat, il sabote la candidature de Kyösti Kallio qu'il accuse d'avoir affaibli sa présidence. |
| 3 | Pehr Evind Svinhufvud       | Pehr Evind Svinhufvud (1861-1944)       | 1931                | 2 mars 1931      | 1er mars 1937               | 5 ans, 11 mois et 27 jours  |                 | Kok             | Il dut faire face à l'agitation tant des communistes que des membres de Lapuan Liike. Il n'est pas réélu en 1937. |
| 4 | Kyösti Kallio               | Kyösti Kallio (1873-1940)               | 1937                | 1er mars 1937    | 19 décembre 1940            | 3 ans, 9 mois et 18 jours   |                 | Parti agraire   | Pendant sa présidence, il dut faire face à l'agression de l'URSS (Guerre d'Hiver). Malgré la résistance acharnée des troupes finlandaises menées par le maréchal Carl Gustaf Emil Mannerheim, il fut contraint de demander l'armistice, puis de signer le traité de Moscou en mars 1940, où la Finlande perdit l'essentiel de la Carélie. Démissionnant pour des raisons de santé, il meurt le jour de son départ du pouvoir, en attendant le train pour quitter la capitale. |
| 5 | Risto Ryti                  | Risto Ryti (1889-1956)                  | 1940 1943           | 19 décembre 1940 | 4 août 1944                 | 3 ans, 7 mois et 16 jours   |                 | KE              | Il mena la Guerre de Continuation contre l'URSS et fit appel aux troupes allemandes. De ce fait, il dut démissionner de son poste de président. |
| 6 | Carl Gustaf Emil Mannerheim | Carl Gustaf Emil Mannerheim (1867-1951) | —                   | 4 août 1944      | 11 mars 1946                | 1 an, 7 mois et 7 jours     |                 | Indépendant     | Auréolé d'un grand prestige international et peu impliqué (officiellement) dans la politique de rapprochement avec l'Axe, il est nommé par le Parlement pour négocier avec les Soviétiques. Il signe l'armistice le 19 septembre. Sa mission accomplie, il démissionne pour des raisons de santé le 4 mars 1946. |
| 7 | Juho Kusti Paasikivi        | Juho Kusti Paasikivi (1870-1956)        | 1946 1950           | 11 mars 1946     | 1er mars 1956               | 9 ans, 11 mois et 19 jours  |                 | Kok             | Premier ministre en 1918 puis de 1944 à 1946. |
| 8 | Urho Kekkonen               | Urho Kekkonen (1900-1986)               | 1956 1962 1968 1978 | 1er mars 1956    | 27 janvier 1982 (démission) | 25 ans, 10 mois et 26 jours |                 | Kesk            | Président pendant 25 ans, il maintient la politique de neutralité tant vis-à-vis de l'Ouest que de l'URSS connue sous le nom de « Ligne Paasikivi ». |
| Conformément à la Constitution, le Premier ministre, Mauno Koivisto, assure l'intérim du 27 janvier au 1er mars 1982. |                             |                                         |                     |                  |                             |                             |                 |                 | |
| 9 | Mauno Koivisto              | Mauno Koivisto (1923-2017)              | 1982 1988           | 1er mars 1982    | 1er mars 1994               | 12 ans                      |                 | SDP             | Premier ministre de 1968 à 1970 puis de 1979 à 1982. |
| 10 | Martti Ahtisaari            | Martti Ahtisaari (1937-2023)            | 1994                | 1er mars 1994    | 1er mars 2000               | 6 ans                       |                 | SDP             | Au cours de son mandat, la Finlande adhère à l'Union européenne. En 1999, il négocie aux côtés du Russe Viktor Tchernomyrdine avec Slobodan Milošević pour mettre fin aux combats dans la province yougoslave du Kosovo. Il reçoit le Prix Nobel de la paix en 2008. |
| 11 | Tarja Halonen               | Tarja Halonen (née en 1943)             | 2000 2006           | 1er mars 2000    | 1er mars 2012               | 12 ans                      |                 | SDP             | Elle est élue en 2000 face à Esko Aho et devient la première femme à diriger le pays. Elle est réélue en 2006 face à Sauli Niinistö. En 2009, le magazine Forbes, du fait de sa politique étrangère de soutien aux droits de l'homme et de sa popularité auprès de ses concitoyens, la classe parmi les plus puissantes femmes du monde. |
| 12 | Sauli Niinistö              | Sauli Niinistö (né en 1948)             | 2012 2018           | 1er mars 2012    | 1er mars 2024               | 12 ans                      |                 | Kok             | Candidat malheureux à la présidentielle de 2006 puis président du Parlement jusqu'en 2011, il est finalement élu en 2012 face à Pekka Haavisto. Pro-européen, il est le premier conservateur à diriger la Finlande depuis 1956. Le mariage homosexuel est autorisé en 2017. Il est largement réélu en 2018, dès le premier tour. |
| 13 | Alexander Stubb             | Alexander Stubb (né en 1968)            | 2024                | 1er mars 2024    | en cours                    | 1 an, 1 mois et 26 jours    |                 | Kok             | Ancien Premier ministre de 2014 à 2015. Il est élu en 2024 face à Pekka Haavisto. |

## Longévité

### Statistiques
- Présidence la plus longue : Urho Kekkonen (25 ans, 10 mois et 26 jours)
- Présidence la plus courte : Carl Gustaf Emil Mannerheim (1 an, 7 mois et 4 jours)
- Président ayant vécu le plus longtemps : Mauno Koivisto (93 ans)
- Président ayant vécu le moins longtemps : Lauri Kristian Relander (58 ans)
- Président le plus âgé en fin de mandat : Juho Kusti Paasikivi (85 ans)
- Président le plus âgé en début de premier mandat : Carl Gustaf Emil Mannerheim (77 ans)
- Président le plus jeune en début de mandat : Lauri Kristian Relander (41 ans)
- Président vivant vingt ans après son élection : Martti Ahtisaari
- Présidents vivants trente ans après leur élection : Kaarlo Juho Ståhlberg, Urho Kekkonen, Mauno Koivisto
- Anciens présidents encore vivants : Tarja Halonen, Sauli Niinistö

### Classement par durée de mandat
| Rang | Nom                         | En jours    | En années                   | N° |
| ---- | --------------------------- | ----------- | --------------------------- | -- |
| 1    | Urho Kekkonen               | 9 463 jours | 25 ans, 10 mois et 26 jours | 8  |
| 2    | Mauno Koivisto              | 4 416 jours | 12 ans, 1 mois et 2 jours   | 9  |
| 3    | Tarja Halonen               | 4 383 jours | 12 ans                      | 11 |
| –    | Sauli Niinistö              | 4 383 jours | 12 ans                      | 12 |
| 4    | Juho Kusti Paasikivi        | 3 646 jours | 9 ans, 11 mois et 22 jours  | 7  |
| 5    | Martti Ahtisaari            | 2 192 jours | 6 ans                       | 10 |
| 6    | Lauri Kristian Relander     | 2 191 jours | 6 ans                       | 2  |
| 7    | Pehr Evind Svinhufvud       | 2 191 jours | 5 ans, 11 mois et 27 jours  | 3  |
| 8    | Kaarlo Juho Ståhlberg       | 2 044 jours | 5 ans, 7 mois et 2 jours    | 1  |
| 9    | Kyösti Kallio               | 1 389 jours | 3 ans, 9 mois et 18 jours   | 4  |
| 10   | Risto Ryti                  | 1 324 jours | 3 ans, 7 mois et 16 jours   | 5  |
| 11   | Carl Gustaf Emil Mannerheim | 581 jours   | 1 an, 7 mois et 4 jours     | 6  |